# Guillaume Plessis
Pour l’article homonyme, voir Plessis (homonymie).
Guillaume Plessis, né le 16 janvier 1985 à Saint-Denis, est un footballeur français. Il dispute deux saisons au niveau professionnel pour treize matchs.
Formé à l'Institut du football régional de Châteauroux (centre de préformation de la Fédération française de football), Plessis poursuit sa carrière au Racing Club de Lens. Sélectionné en équipe de France des moins de 17 ans, il va jusqu'en finale du championnat d'Europe de cette catégorie en 2002, perdue face à la Suisse. La même année, il est nommé par le RC Lens comme meilleur joueur de son centre de formation pour la saison 2001-2002 puis est sélectionné en équipe de France espoirs en 2004.
N'arrivant pas à intégrer l'équipe première du RC Lens qui évolue en première division, il s'engage, à tout juste vingt ans, avec le club anglais d'Everton. Cependant, là non plus, il n'arrive pas à intégrer l'équipe première, et ne fait qu'apparaître à quelques reprises sur le banc des remplaçants. Non conservé, il revient en France et signe avec le Clermont Foot 63 qui évolue en deuxième division, où il fait une saison comme remplaçant. Sans club pendant une année, il retrouve une équipe en 2007, l'Union sportive Boulogne Côte d'Opale qui évolue également en deuxième division, mais, handicapé par des blessures à répétitions, il joue très peu. 
Plessis termine sa carrière en championnat de France amateur, quatrième division nationale, d'abord au Football Club de Martigues puis à l'Avenir sportif Béziers.

## Biographie

### Jeunesse
Guillaume Plessis est né sur l'île de La Réunion, département français d'outre-mer situé dans l'Océan Indien. Il est le frère aîné de Damien Plessis, également joueur professionnel.

### Formation
Guillaume Plessis effectue son apprentissage du football au sein de l'Institut du football régional (IFR) de Châteauroux, un centre de formation administré par la Fédération française de football. Il évolue d'abord comme attaquant,. Sélectionné au sein des équipes régionales, il change de poste et devient milieu de terrain. Il décide ensuite de quitter l'IFR Châteauroux et de rejoindre La Gaillette, le centre de formation du Racing Club de Lens où il va poursuivre sa formation en jouant dans les différentes équipes de jeunes du club. 
En mars 2002, repéré lors de ses matchs avec les équipes de jeunes au RC Lens, il est sélectionné par Luc Rabat pour jouer dans l'équipe de France des moins de 17 ans à l'occasion du championnat d'Europe des moins de 17 ans 2002, accompagnés de ses coéquipiers au RC Lens, Thomas Alexandre et Seïd Khiter. En quart de finale, l'équipe de France affronte l'Allemagne. Le score étant d'un but partout à l'issue du temps réglementaire, les équipes jouent les prolongations mais n'arrivant toujours pas à se départager disputent ensuite une séance de tirs au but. Guillaume Plessis transforme le sien et la France s'impose 4-2. Au tour suivant, l'équipe de France affronte l'Espagne et le Lensois marque un but pour son équipe mais également un but contre son camp pour les Espagnols. Les deux nations n'arrivent à se départager qu'à l'issue d'une séance de tirs au but (après un score nul à l'issue du temps réglementaire puis des prolongations). Plessis manque cependant le sien ; sans conséquence puisque son équipe l'emporte par 4 tirs réussis à 3. L'équipe de France se qualifie donc pour la finale, mais s'y incline contre la Suisse. Après un score de 0-0 à l'issue du temps réglementaire puis des prolongations, l'équipe de France perd la séance des tirs au but 4 à 2, avec une nouvelle tentative manquée de Plessis,. Malgré cet échec en finale, Guillaume Plessis suscite l’intérêt de l'Inter Milan et d'Everton. À l'issue de la saison 2001-2002, il est récompensé du titre de meilleur joueur de la formation du RC Lens lors de la première édition des « Gaillettes d'Or », cérémonie organisée par le club qui récompense les meilleurs éléments du centre de formation.
La saison suivante, en 2002-2003, alors qu'il évolue habituellement avec les équipes de jeunes du RC Lens, il joue cinq matchs avec l'équipe réserve du club, qui évolue en CFA. Plessis continue d'être sélectionné dans l'équipe nationale des moins de dix-sept ans et participe à la Coupe Méridien 2003 qui se dispute à la fin du mois de janvier. En février 2004, il est récompensé, dans la catégorie « jeunes », par le Conseil départemental du Pas-de-Calais lors d'une réunion mettant à l'honneur les jeunes sportifs de la région « qui ont montré, dans leur spécialité, des aptitudes et obtenu des résultats encourageants ». Dans les jours qui suivent cette cérémonie, il reçoit une convocation en équipe de France espoirs. Le 7 avril 2004, Guillaume Plessis dispute avec l'équipe des moins de 18 ans du RC Lens, le huitième de finale de la Coupe Gambardella 2003-2004 face au Football Club de Nantes,. Les Lensois s'imposent 1-0 et sa performance est saluée par Philippe Leclercq, journaliste de La Voix du Nord, évoquant son « expérience en CFA ainsi qu'en équipe de France [qui] s'est lue à livre ouvert sur le terrain ». Il participe également au tournoi des centres de formation, lors du mois de juillet 2004, et est alors considéré comme un des cadres de l'équipe des moins de 18 ans du RC Lens. L'équipe, entraînée par Colbert Marlot, s'incline en finale face aux Girondins de Bordeaux sur le score de 1-0.

### Départ à Everton et retour en France (2005-2008)
Au mois de janvier 2005, Guillaume Plessis est mis à l'essai pendant une semaine par Everton Football Club, qui évolue dans le championnat anglais,,. Après quelques entraînements, David Moyes l'entraîneur du club, se dit « impressionné » par Guillaume Plessis. Le 28 janvier 2005, il met fin à son contrat avec le RC Lens et s'engage avec l'équipe anglaise pour une durée de six mois,. Plessis se déclare ravi et considère cette signature comme « une grande opportunité » pour lui. Durant la deuxième partie de la saison 2004-2005 de Premier League, il apparaît à quatre reprises sur le banc des remplaçants d'Everton FC sans entrer en jeu et dispute seize matchs avec l'équipe réserve du club,,,,,. Il est libéré de son contrat le 18 mai 2005. En manque de temps de jeu, Plessis quitte donc le club anglais, affirmant ne pas avoir eu « la patience d'attendre » et avoir ressenti « le besoin de jouer ». 
Le Clermont Foot 63, jouant en Ligue 2, s'intéresse à Plessis au début du mois de juillet 2005. Sa signature au club est annoncée quelques jours plus tard. Il commence la saison 2005-2006 comme titulaire avant de perdre sa place et devenir de plus en plus souvent un remplaçant. Au total, il dispute dix matchs avec Clermont et apparaît, pour la dernière fois en championnat, le 24 février 2005, lorsqu'il est titulaire face au Havre Athletic Club. À l'issue de la saison, le club est relégué en National et Plessis n'est pas conservé dans l'équipe.
À la fin du mois de juillet 2006, Guillaume Plessis fait des essais dans différents clubs français. Il est d'abord testé par l'Association sportive de Saint-Étienne, qui évolue en Ligue 1,. L'entraîneur Ivan Hašek lui laisse trois jours pour faire ses preuves. Cet essai se révèle infructueux et aucun contrat ne lui est proposé. Il fait ensuite un nouvel essai au Stade lavallois, récemment relégué en National, en octobre. Denis Troch déclare que Plessis « montre des choses intéressantes » même si ce n'est pas le type de joueur qu'il recherche. Finalement, le Stade lavallois ne le retient pas non plus. Durant cette période sans club, Plessis reçoit des propositions de contrats de la part d'équipes de troisième et quatrième division anglaise mais n'est pas intéressé. En janvier 2007, Pascal Plancque, dirigeant de l'équipe réserve du LOSC Lille accepte finalement qu'il puisse s'entraîner avec son équipe. 
À l'été 2007, Philippe Montanier, entraîneur de l'Union sportive Boulogne Côte d'Opale, promu en Ligue 2, convainc Plessis de rejoindre son équipe. Il signe à l'US Boulogne au milieu du mois de juin,. Son but est de devenir titulaire et de travailler au sein de l'équipe professionnelle ainsi que l'équipe réserve. Sans avoir joué un seul match avec l'équipe première, il subit à la fin août une micro-déchirure à la cuisse qui l'empêche de jouer pendant une courte période. Il fait une apparition avec l'équipe réserve de l'US Boulogne quelques jours plus tard. Néanmoins, il rechute et se déchire une nouvelle fois la cuisse. Il guérit en novembre et joue son premier match avec l'équipe première de l'US Boulogne, le 30 novembre 2007, remplaçant Serge-Alain Liri un quart d'heure avant la fin de la rencontre contre l'Espérance Sportive Troyes Aube Champagne,. Le mois suivant, il est victime d'une contracture au niveau du muscle ischio-jambier de sa cuisse gauche. Annoncé de retour avec la réserve au début de l'année 2008, il est finalement une nouvelle fois écarté pour cause de blessure. Le terme de « saison noire » est évoqué dans les colonnes de La Voix du Nord. Il dispute son deuxième et dernier match de la saison avec l'équipe première, le 25 avril 2008, face à l'ES Troyes AC, entrant lors de la deuxième mi-temps à la place de Damien Marcq. À la fin de cette saison, l'US Boulogne se maintient en Ligue 2, finissant seizième du championnat. Plessis n'est cependant pas conservé par le club.

### Fin de carrière en amateur (2008-2010)
À l'intersaison 2008, Plessis prend une licence au Football Club de Martigues qui évolue en championnat de France amateur (quatrième division) qui vient d'être relégué de National. Il est défini comme un des joueurs phares de cette équipe, avec Abdoulaye Coulibaly ou encore Stéphane Biakolo, étant « largement au niveau de la CFA » selon Benoît Mouget, journaliste sportif du quotidien régional lyonnais Le Progrès.
En mai 2009, il participe au match-jubilé du footballeur réunionnais Didier Agathe en compagnie de plusieurs joueurs de renommée internationale.